# Krampella dubia
Krampella dubia is een hydroïdpoliep uit de familie Laodiceidae. De poliep komt uit het geslacht Krampella. Krampella dubia werd in 1957 voor het eerst wetenschappelijk beschreven door Russell. 